# Újezdec (district de Jindřichův Hradec)
Pour les articles homonymes, voir Újezdec.
Újezdec (en allemand : Aujestetz) est une commune du district de Jindřichův Hradec, dans la région de Bohême-du-Sud, en République tchèque. Sa population s'élevait à 70 habitants en 2020.

## Géographie
Újezdec se trouve à 6 km au nord-ouest de Kardašova Řečice, à 18 km à l'ouest-nord-ouest de Jindřichův Hradec, à 35 km au nord-est de České Budějovice et à 100 km au sud-sud-est de Prague.
La commune est limitée par Doňov au nord, par et Záhoří et Pleše à l'est, par Drahov au sud, et par Zlukov à l'ouest.

## Histoire
La première mention écrite du village date de 1340.